# Girugämesh
girugamesh (яп. ギルガメッシュ Girugamesshu), Girugämesh — японская метал-группа, в настоящий момент подписавшая контракт с лейблом Danger Crue Records (с которым работают такие известные группы, как MUCC и SID). Своё название коллектив получил в честь Гильгамеша, персонажа серии видеоигр Final Fantasy. Успех группе обеспечили тяжёлое и в то же время мелодичное звучание и социальные темы лирики. Музыканты не боятся рисковать, каждый раз представляя слушателям что-то новое, будь то элементы электронной или даже поп-музыки.

## История
Группа girugamesh была создана в 2003 г. в пригороде Токио. Однако официальным годом создания считается 2004 год, когда состоялся дебют группы в нынешнем составе. Первое живое выступление Girugamesh состоялось 24 марта 2004 года в Motoyawata ROUTE14. Тогда же они представили и свою первую демо-запись, [kosaki uta] ~kaijou kata enban~, выпустив 100 копий. Группа продолжала давать концерты по Японии. На одном из следующих концертов бесплатно раздавались записи песен jelato и mikongyaku. Их замечает лейбл GAINA-JAPAN и берёт их под своё крыло. В августе группа выпускает свой первый макси-сингл Kaisen Sengen, который занимает 10 место в чарте Oricon indie - весьма удачное событие для такой молодой группы. 27 октября выходит второе издание сингла [kaisen sengen]. 25 декабря girugamesh выпускают свой второй макси-сингл [kuukyo no utsuwa] ~kyosaku kata enban~.
В конце 2004 - начале 2005группа отправилась в турне 2005 fuyu no yukidoke tourou, а финальный концерт они провели с группой HenzeL. В марте запись их живого концерта впервые появилась на DVD. 15 апреля Girugamesh выступили вместе с вижуал-кей группой Marusa. Концерт был посвящён выходу двойного CD, Senyuu kyoutou uta, который появился в продаже пять дней спустя. Уже в следующем месяце ребята выпустили свой первый мини-альбом goku -shohan kata enban-. В его поддержку группа отправилась в турне, продолжавшееся с 29 мая по 17 июля. Концерт 17 июля стал их первым самостоятельным концертом, билеты на него были распроданы полностью. В сентябре Girugamesh записали новый сингл [Fukai no yami] -mayosake kata enban-, а в октябре отправились в совместный тур с группой Luvie. Этот тур состоял из четырнадцати концертов и закончился совместным шоу. 30 ноября группа выпустила два макси-сингла: risei kairan и honnou kaihou.
В феврале 2006 года состоялся их первый самостоятельный тур. 5 апреля состоялся релиз сингла [Zero] -mukei kata enban-, спустя неделю Girugamesh выпускают сингл omae ni sasageru minikui koe. Популярность группы продолжала расти, и в сентябре группа выпустила свой первый полноценный альбом под названием 13's reborn. Первый представленный публике видеоклип girugamesh был сделан на одну из песен этого альбома – Owari to mirai.
В 2007 году Girugamesh вместе с другими японскими группами выступили на фестивале японского рока J-Rock Revolution, который проводился в Лос-Анджелесе, США. Их очень тепло встретила публика, и вскоре группа посетила Европу, состоялось выступление в Германии. Этим же летом вышел в свет мини-альбом Reason of сrying, а в декабре – одноимённый альбом Girugamesh.
В январе 2008 Girugamesh вернулись в Европу, чтобы дать концерты в таких странах, как Германия, Финляндия, Англия, Франция и Швеция. В июле для зарубежных поклонников на сайте группы открылась англоязычная версия. В августе группа приняла участие в фестивале Wacken в Германии. 5 ноября вышел новый альбом под названием MUSIC, в котором музыканты продемонстрировали смелые эксперименты с электронным звучанием. Региональные версии этого CD продавались в Европе и США. Альбом занял 4 строчку чарта Oricon. Осенью группа выступила в 47-ми префектурах Японии.
2009 год выдался для группы весьма насыщенным: в апреле они вернулись в США и выступили на Sakura-Con в Сиэтле, а уже в мае отправились в европейский тур “CRAZY TOUR 09” IN EUROPE, в рамках которого впервые посетили Россию, отыграв концерты в Москве и Санкт-Петербурге. После выпуска трех синглов музыканты отправились в очередной японский тур, а год завершили релизом четвёртого студийного альбома NOW.
В первой половине 2010-го girugamesh выпустили новый сингл, а в августе вместе с Alice Nine, DEAD END, MUCC, SADS, VAMPS и многими другими группами выступили на одном из крупнейших японских фестивалей JACK IN THE BOX. В октябре во время финального концерта японского тура музыканты преподнесли поклонникам сразу несколько сюрпризов: во-первых, они объявили о выходе нового альбома GO, а во-вторых, порадовали европейских фанатов новым туром WORLD TOUR 2011.
Итак, 2011 год начался для группы мартовскими концертами в Европе и России, но в это же время в Японии произошло мощное землетрясение. Музыканты не растерялись, и во время тура старались собрать немного денег для своей пострадавшей страны. Вернувшись на родину, они записали благотворительный сингл Pray, все доходы от продажи которого пошли на благотворительность. Группа приняла участие в V-ROCK FESTIVAL’11, одном из самых значительных событий в мире J-rock’а.
2012 год начался с релиза DVD Gasien kouen "CHIBA" в феврале. В июле Girugamesh выпустили новый сингл Zecchou BANG!!, а в сентябре – сингл Zantetsuken, появившийся в чарте Oricon на 3 строчке. Затем последовало почти годовое затишье, которое музыканты объясняли желанием найти свой путь и понять, как им развиваться дальше.
Поклонников держали в напряжении вплоть до июля 2013-го, когда Girugamesh представили свой новый образ и звучание на бесплатном концерте absolute 0 decision для участников фан-клуба. В сентябре группа выпустила долгожданный новый сингл INCOMPLETE, который достиг 3 строчки чарта Oricon. 13 октября поклонники могли посмотреть онлайн трансляцию концерта G# в Shibuya AX, на котором, помимо старых песен, girugamesh представили и композиции с будущего альбома.
Удивлению поклонников не было предела, когда появилась информация о проекте вокалиста – REDMAN. Сингл Challenge the GAME вышел 13 ноября, а в декабре коллектив отыграл небольшой тур. Однако этот сайд-проект не отразился на деятельности girugamesh. 26 ноября музыканты выступили на крупном рок-фестивале HUSH!! Full Band 2013 в Макао. А на следующий день в продажу поступил альбом MONSTER, вскоре занявший 2 строчку чарта Oricon. Под конец года Girugamesh совместно с разными группами участвовали в ряде концертов, например, devour act 3 -CHAOS- и GEKIROCK TOUR VOL.9.
Музыканты объявили о национальном туре в поддержку альбома, который стартовал 1 апреля 2014 года и охватил 10 городов. 20 февраля барабанщик Рё и гитарист Нии в своём микроблоге Twitter официально объявили о том, что они родные братья. Музыканты скрывали это в течение 10 лет. 26 марта вышел альбом-сборник LIVE BEST, содержащий реаранжированные записи песен, чаще всего исполнявшихся на живых выступлениях, и неизданную ранее композицию  Future. В мае-июне группа выступала в Европе в рамках тура girugamesh 2014 Europe tour "MONSTER". Европейский тур стартовал в Москве 24 мая, а на следующий день группа посетила с концертом и Санкт-Петербург. В июне girugamesh начали работать над новыми песнями. Выпуск мини-альбома gravitation запланирован на 24 сентября. Вместе с тем группа объявила о национальном туре Gravitation, который стартует в октябре и продолжится в 2015 году.
2014 - год празднования десятилетия Girugamesh, группа объявила о выпуске специального лимитированного CD под названием CORE BEST, который будет продаваться только на японских концертах тура Gravitation 2014-2015. 

## Состав
| Текущий состав - Сатоси (яп. 左迅, Satoshi) — вокал; - Нии (яп. 弐, Nii) — гитара; - Сюю (яп. 愁, Shuu) — бас; - Рё (яп. 亮, Ryo) — ударные; | Бывшие участники - Тора (Tora, ex. Cyrien) — вокал (2004—2004); - Хотару (Hotaru) — гитара (2004 — 2004); |

## Дискография

### Альбомы
- [27.09.2006] 13's reborn
- [26.12.2007] Girugamesh
- [05.11.2008] MUSIC
- [16.12.2009] NOW
- [26.01.2011] GO
- [27.11.2013] MONSTER
- [26.03.2014] LIVE BEST
- [11.10.2014] CORE BEST

### Макси-синглы
- [15.08.2004] Kaisen sengen ~kikaku kata enban~
- [25.01.2005] Kuukyo no utsuwa ~kyosaku kata enban~
- [20.04.2005] Senyuu Tou Uta
- [14.09.2005] Fukai no yami -mayosake kata enban-
- [14.09.2005] Kyozetsu sareta tsukue -tandokugata enban-
- [30.11.2005] Honnou kaihou -kakusei kata enban-
- [30.11.2005] Risei kairan -ranchou kata enban-
- [10.06.2009] ALIVE

### Мини-альбомы
- [25.05.2005] 【獄-初犯型円盤-】初回限定盤
- [22.06.2005] Goku -shohan kata enban-
- [18.07.2007] Reason of Crying
- [24.09.2014] gravitation
- [20.01.2016] chimera

### Синглы
- [03.08.2004] jelato
- [24.08.2004] Mikongyaku
- [20.04.2005] Kosaki Uta ~ Kaijou Kata Enban
- [29.04.2005] Sakaurami ~ Muhaikei Enban
- [05.04.2006] [Zero] -mukei kata enban-
- [10.06.2009] ALIVE
- [05.08.2009] BORDER
- [07.10.2009] crying rain
- [07.07.2010] COLOR
- [06.10.2010] Inochi no Ki
- [13.04.2011] Pray
- [04.07.2012] Zecchou BANG!!
- [26.09.2012] Zantetsuken
- [11.09.2013] INCOMPLETE
- [11.07.2016] period
- [02.02.2022] engrave

### Live DVD
- [14.03.2007] 【volcano】
- [03.06,2009] Crazy Crazy Crazy
- [22.02.2012] 凱旋公演“CHIBA”

## События
- 31-го января 2010 года — концерт «PREMIUM ONEMAN SHOW 2010» в поддержку нового альбома Now в Shinkiba STUDIO COAST